# جو كيوف
جو كيوف (بالإنجليزية: Joe Keough)‏ هو لاعب كرة قاعدة أمريكي، ولد في 7 يناير 1946 في بومونا في الولايات المتحدة، وتوفي في 9 سبتمبر 2019.

## وصلات خارجية
- جو كيوف على موقع دوري كرة القاعدة الرئيسي (الإنجليزية)
- جو كيوف على موقعبيزبول رفرنس.كوم (الدوري الرئيسي) (الإنجليزية)
- جو كيوف على موقعبيزبول رفرنس.كوم (الدوري الثانوي) (الإنجليزية)